# Ernst Wenzel (Mediziner, 1891)
Ernst Wenzel (* 8. Juni 1891 in Frankfurt (Oder); † 21. April 1945) war ein deutscher Mediziner und Generalarzt der Polizei im Rang eines SS-Brigadeführers zur Zeit des Nationalsozialismus.

## Leben
Wenzel absolvierte ein Medizinstudium und erhielt im August 1914 seine Approbation. Während des Ersten Weltkrieges war er zunächst Assistenzarzt, dann Oberarzt und machte die Facharztausbildung zum Internisten sowie Pädiater. Er promovierte nach Kriegsende im Dezember 1919 zum Dr. med. und wurde im April 1920 Stabs- und ein halbes Jahr später Oberstabsarzt.
Nach der „Machtergreifung“ wurde er Mitglied der NSDAP (Mitgliedsnummer 4.833.153) und SS (SS-Nr. 248.117). Im Juni 1936 wurde er zum Oberfeldarzt und im Februar 1939 zum Oberstarzt befördert.
Anfang Februar 1942 wurde Wenzel zum Generalarzt der Polizei ernannt und leitete ab diesem Zeitpunkt die Amtsgruppe Kommando III bis Ende 1943 und war in Personalunion nach seiner Beförderung zum SS-Brigadeführer von April 1942 bis September 1943 Generalinspekteur für das Sanitätswesen im Hauptamt Ordnungspolizei. Bis er Ende Februar 1944 in den Ruhestand trat, war er noch im Polizeidienst tätig. Er beging im April 1945 Suizid.